# Auli
Auli sau Aulifeltet este o localitate din provincia Akershus, Norvegia, cu o suprafață de 1,62 km2 și o populație de 2.770 locuitori (2013).